# 寿圣寺 (乡宁)
35°58′01″N 110°50′07″E / 35.96694°N 110.83528°E
乡宁寿圣寺位于中国山西省乡宁县城内东街小学内，2006年被列为第六批全国重点文物保护单位。
乡宁寿圣寺始建于北宋皇祐元年（1049年），元明清均有修葺，现存正殿和钟楼。正殿为宋代原构，面阔三间，进深二级，单檐悬山顶。钟楼建于元皇庆元年（1312年），二层，歇山顶。